# Document management system
Il Document management system (DMS), letteralmente "Sistema di gestione dei documenti" è una categoria di sistemi software che serve a organizzare e facilitare la creazione collaborativa di documenti e di altri contenuti.
Tecnicamente si tratta di un'applicazione lato server che si occupa di eseguire operazioni talvolta massive sui documenti, catalogandoli ed indicizzandoli secondo determinati algoritmi. La definizione talvolta ha sovrapposizioni con il concetto di content management system (gestione dei contenuti). Quando il DMS è utilizzato in un'azienda o in genere in un'organizzazione strutturata, viene spesso denominato enterprise content management (ECM), in questo contesto assume particolare importanza la funzione del workflow.

## Storia
A partire dagli anni ottanta, un certo numero di fornitori di software hanno cominciato a proporre sistemi per gestire i documenti cartacei. Questi sistemi trattavano unicamente documenti e immagini su supporto cartaceo.
Con l'evoluzione dell'informatizzazione e della produzione digitale, gli applicativi hanno esteso la gestione ai documenti in formato elettronico. I primi sistemi di gestione elettronica dei documenti (EDM) gestivano solamente file scritti in formati proprietari o in un numero limitato di formati standard. Molti di questi sistemi successivamente estesero il supporto anche alla gestione delle immagini e alle versioni digitalizzate o scansionate di documenti originariamente prodotti su carta.
I sistemi EDM si sono evoluti al punto in cui i sistemi potessero gestire qualsiasi tipo di formato di file che poteva essere memorizzato sulla rete. Le applicazioni sono cresciute fino a comprendere documenti elettronici, strumenti di collaborazione,  sicurezza, flusso di lavoro e funzionalità di controllo.
Questi sistemi hanno consentito a un'organizzazione di acquisire fax e moduli, di salvare copie dei documenti come immagini e di archiviare i file di immagine nel repository per sicurezza e recupero rapido (recupero reso possibile perché il sistema ha gestito l'estrazione del testo dal documento nel processo di cattura e la funzione di indicizzazione del testo forniva capacità di recupero del testo).
Mentre molti sistemi EDM archiviano i documenti nel loro formato di file nativo (Microsoft Word o Excel, PDF), alcuni sistemi di gestione dei documenti basati sul web stanno iniziando a memorizzare i contenuti sotto forma di HTML. Questi sistemi di gestione delle politiche richiedono che il contenuto venga importato nel sistema. Tuttavia, una volta importato il contenuto, il software agisce come un motore di ricerca in modo che gli utenti possano trovare ciò che stanno cercando più velocemente. Il formato HTML consente una migliore applicazione delle capacità di ricerca come la ricerca full-text e lo stemming.

## Componenti
I sistemi di gestione dei documenti forniscono comunemente capacità di archiviazione, controllo delle versioni, metadati, sicurezza, indicizzazione e recupero. Ecco una descrizione di questi componenti:
| Argomento                | Descrizione |
| ------------------------ | --- |
| Metadati                 | I metadati vengono generalmente archiviati per ogni documento. I metadati possono, ad esempio, includere la data di archiviazione del documento e l'identità dell'utente che lo archivia. Il DMS può anche estrarre automaticamente i metadati dal documento o richiedere all'utente di aggiungere metadati. Alcuni sistemi utilizzano anche il riconoscimento ottico dei caratteri sulle immagini scansionate o eseguono l'estrazione del testo sui documenti elettronici. Il testo estratto risultante può essere utilizzato per assistere gli utenti nella localizzazione dei documenti identificando le parole chiave probabili o fornendo funzionalità di ricerca del testo completo, oppure può essere utilizzato da solo. Il testo estratto può anche essere archiviato come componente di metadati, archiviato con il documento o separatamente dal documento come fonte per la ricerca di raccolte di documenti. |
| Integrazione             | Molti sistemi di gestione dei documenti tentano di fornire funzionalità di gestione dei documenti direttamente ad altre applicazioni, in modo che gli utenti possano recuperare i documenti esistenti direttamente dal repository del sistema di gestione dei documenti, apportare modifiche e salvare il documento modificato nel repository come una nuova versione, il tutto senza uscire l'applicazione. Tale integrazione è comunemente disponibile per una varietà di strumenti software come la gestione del flusso di lavoro e i sistemi di gestione dei contenuti, in genere tramite un'interfaccia di programmazione dell'applicazione (API) che utilizza standard aperti come ODMA, LDAP, WebDAV e SOAP o servizi Web RESTful. |
| Acquisizione             | L'acquisizione implica principalmente l'accettazione e l'elaborazione di immagini di documenti cartacei da scanner o stampanti multifunzione. Il software di riconoscimento ottico dei caratteri (OCR) viene spesso utilizzato, integrato nell'hardware o come software autonomo, per convertire le immagini digitali in testo leggibile dalla macchina. Il software di riconoscimento ottico dei segni (OMR) viene talvolta utilizzato per estrarre i valori di caselle di controllo o bolle. L'acquisizione può anche comportare l'accettazione di documenti elettronici e altri file basati su computer. |
| Convalida dei dati       | Le regole di convalida dei dati possono verificare la presenza di errori nei documenti, firme mancanti, nomi con errori di ortografia e altri problemi, suggerendo opzioni di correzione in tempo reale prima di importare i dati nel DMS. Nell'ambito della convalida dei dati può essere applicato anche un trattamento aggiuntivo sotto forma di armonizzazione e modifiche del formato dei dati. |
| Indicizzazione           | L'indicizzazione tiene traccia dei documenti elettronici. L'indicizzazione può essere semplice come tenere traccia di identificatori di documenti univoci; ma spesso assume una forma più complessa, fornendo una classificazione attraverso i metadati dei documenti o anche attraverso indici di parole estratti dal contenuto dei documenti. L'indicizzazione esiste principalmente per supportare l'interrogazione e il recupero delle informazioni. Un'area di importanza critica per il recupero rapido è la creazione di una topologia o schema di indice. |
| Conservazione            | Archivia documenti elettronici. L'archiviazione dei documenti spesso include la gestione di quegli stessi documenti; dove vengono conservati, per quanto tempo, migrazione dei documenti da un supporto di memorizzazione ad un altro (gestione gerarchica della memorizzazione) ed eventuale distruzione dei documenti. |
| Recupero                 | Recupera i documenti elettronici dalla memoria. Sebbene l'idea di recuperare un particolare documento sia semplice, il recupero nel contesto elettronico può essere piuttosto complesso e potente. Il semplice recupero di singoli documenti può essere supportato consentendo all'utente di specificare l'identificatore univoco del documento e facendo in modo che il sistema utilizzi l'indice di base (o una query non indicizzata nel proprio archivio dati) per recuperare il documento. Un recupero più flessibile consente all'utente di specificare termini di ricerca parziali che coinvolgono l'identificatore del documento e/o parti dei metadati previsti. Ciò restituisce in genere un elenco di documenti che corrispondono ai termini di ricerca dell'utente. Alcuni sistemi forniscono la capacità di specificare un'espressione booleana contenente più parole chiave o frasi di esempio che dovrebbero esistere all'interno dei contenuti dei documenti. Il recupero per questo tipo di query può essere supportato da indici creati in precedenza, o può eseguire ricerche più dispendiose in termini di tempo attraverso i contenuti dei documenti per restituire un elenco dei documenti potenzialmente rilevanti. |
| Distribuzione            | Un documento pronto per la distribuzione deve essere in un formato che non può essere facilmente modificato. Una copia master originale del documento di solito non viene mai utilizzata per la distribuzione; piuttosto, un collegamento elettronico al documento stesso è più comune. Se un documento deve essere distribuito elettronicamente in un ambiente normativo, è necessario soddisfare criteri aggiuntivi, comprese garanzie di tracciabilità e controllo delle versioni, anche su altri sistemi. Questo approccio si applica a entrambi i sistemi con cui il documento deve essere scambiato, se l'integrità del documento è imperativa. |
| Sicurezza                | La sicurezza dei documenti è fondamentale in molte applicazioni di gestione dei documenti. I requisiti di conformità per determinati documenti possono essere piuttosto complessi a seconda del tipo di documenti. Ad esempio, negli Stati Uniti, standard come ISO 9001 e ISO 13485, nonché i regolamenti della Food and Drug Administration degli Stati Uniti, determinano come affrontare il processo di controllo dei documenti. I sistemi di gestione dei documenti possono avere un modulo di gestione dei diritti che consente a un amministratore di concedere l'accesso ai documenti in base al tipo solo a determinate persone o gruppi di persone. La marcatura del documento al momento della stampa o della creazione del PDF è un elemento essenziale per precludere l'alterazione o l'uso non intenzionale. |
| Flusso di lavoro         | Il flusso di lavoro è un processo complesso e alcuni sistemi di gestione dei documenti hanno un modulo del flusso di lavoro incorporato o possono essere integrati con strumenti di gestione del flusso di lavoro. Esistono diversi tipi di flusso di lavoro. L'utilizzo dipende dall'ambiente in cui viene applicato il sistema di gestione elettronica dei documenti (EDMS). Il flusso di lavoro manuale richiede che un utente visualizzi il documento e decida a chi inviarlo. Il flusso di lavoro basato su regole consente a un amministratore di creare una regola che determina il flusso del documento attraverso un'organizzazione: ad esempio, una fattura passa attraverso un processo di approvazione e quindi viene instradata al reparto contabilità fornitori. Le regole dinamiche consentono di creare rami in un processo del flusso di lavoro. Un semplice esempio potrebbe essere quello di inserire un importo in fattura e se l'importo è inferiore a un determinato importo, segue percorsi diversi all'interno dell'organizzazione. I meccanismi avanzati del flusso di lavoro possono manipolare il contenuto o segnalare processi esterni mentre queste regole sono in vigore.                                   |
| Collaborazione           | La collaborazione dovrebbe essere inerente a un EDMS. Nella sua forma base, l'EDMS collaborativo dovrebbe consentire che i documenti vengano recuperati e lavorati da un utente autorizzato. L'accesso agli altri utenti dovrebbe essere bloccato durante l'esecuzione del lavoro sul documento. Altre forme avanzate di collaborazione agiscono in tempo reale, consentendo a più utenti di visualizzare e modificare (o contrassegnare) i documenti contemporaneamente. Il documento risultante è completo, comprese tutte le aggiunte degli utenti. La collaborazione all'interno dei sistemi di gestione dei documenti significa che i vari markup di ogni singolo utente durante la sessione di collaborazione vengono registrati, consentendo il monitoraggio della cronologia dei documenti. |
| Controllo delle versioni | Il controllo delle versioni è un processo mediante il quale i documenti vengono archiviati o estratti dal sistema di gestione dei documenti, consentendo agli utenti di recuperare le versioni precedenti e di continuare a lavorare da un punto selezionato. Il controllo delle versioni è utile per i documenti che cambiano nel tempo e richiedono un aggiornamento, ma potrebbe essere necessario tornare o fare riferimento a una copia precedente. |
| Ricerca                  | La ricerca trova documenti e cartelle utilizzando gli attributi del modello o la ricerca full-text. I documenti possono essere ricercati utilizzando vari attributi e il contenuto del documento. |
| Ricerca federata         | Si riferisce alla capacità di estendere le capacità di ricerca per trarre risultati da più origini o da più DMS all'interno di un'azienda. |
| Pubblicazione            | La pubblicazione di un documento implica le procedure di correzione di bozze, revisione tra pari o pubblica, autorizzazione, stampa e approvazione, ecc. Questi passaggi garantiscono prudenza e pensiero logico. Qualsiasi trattamento imprudente può comportare l'inesattezza del documento e quindi fuorviare o turbare i suoi utenti e lettori. Nelle industrie regolamentate dalla legge, alcune delle procedure devono essere completate come evidenziato dalle firme corrispondenti e dalla data o dalle date in cui il documento è stato firmato. Fare riferimento alle divisioni ISO di ICS 01.140.40 e 35.240.30 per ulteriori informazioni. Il documento pubblicato dovrebbe essere in un formato che non è facilmente modificabile senza una conoscenza o strumenti specifici, e tuttavia è di sola lettura o portabile. |
| Riproduzione cartacea    | La riproduzione di documenti/immagini è spesso necessaria all'interno di un sistema di gestione dei documenti e dovrebbero essere presi in considerazione i dispositivi di output supportati e le capacità di riproduzione. |

## Standardizzazione
Molte associazioni di settore pubblicano i propri elenchi di particolari standard di controllo dei documenti utilizzati nel loro campo specifico. Di seguito è riportato un elenco di alcuni dei documenti ISO rilevanti. Divisioni ICS 01.140.10 e 01.140.20. L'ISO ha anche pubblicato una serie di standard riguardanti la documentazione tecnica,  coperti dalla divisione di 01.110.
- ISO 2709 Informazioni e documentazione - Formato per lo scambio di informazioni
- ISO 15836 Informazioni e documentazione - Il set di elementi di metadati Dublin Core
- ISO 15489 Informazioni e documentazione - Gestione dei registri
- ISO 21127 Informazione e documentazione - Un'ontologia di riferimento per lo scambio di informazioni sul patrimonio culturale
- ISO 23950 Informazioni e documentazione - Recupero delle informazioni (Z39.50) - Definizione del servizio applicativo e specifica del protocollo
- ISO 10244 Gestione dei documenti - Baselining e analisi dei processi aziendali
- Gestione dei documenti ISO 32000 - Formato documento portatile
- ISO / IEC_27001 Specifica per un sistema di gestione della sicurezza delle informazioni

## Controllo dei documenti
Le normative governative richiedono che le aziende che lavorano in determinati settori controllino i propri documenti. Questi settori includono la contabilità (ad esempio: ottava direttiva UE,  Sarbanes –Oxley Act), sicurezza alimentare (ad es. Food Safety Modernization Act negli Stati Uniti), ISO (menzionato sopra), produzione di dispositivi medici (FDA), produzione di sangue, cellule e prodotti tissutali (FDA), sanità (JCAHO) e tecnologia dell'informazione (ITIL). Alcuni settori operano in base a requisiti di controllo dei documenti più severi a causa del tipo di informazioni che conservano per la privacy, la garanzia o altri scopi altamente regolamentati. Gli esempi includono informazioni sanitarie protette(PHI) come richiesto dall'HIPAA o dai documenti di progetto di costruzione richiesti per i periodi di garanzia. Un piano strategico per i sistemi informativi (ISSP) può modellare i sistemi informativi organizzativi su periodi di medio-lungo termine.
I documenti archiviati in un sistema di gestione dei documenti, come procedure, istruzioni di lavoro e dichiarazioni di policy, forniscono la prova dei documenti sotto controllo. La mancata osservanza può causare multe, perdita di affari o danni alla reputazione di un'azienda.
I seguenti sono aspetti importanti del controllo dei documenti:
- rivedere e approvare i documenti prima del rilascio
  - revisioni e approvazioni
- garantire che le modifiche e le revisioni siano chiaramente identificate
- garantire che le versioni pertinenti dei documenti applicabili siano disponibili nei loro "punti di utilizzo"
- garantire che i documenti rimangano leggibili e identificabili
- garantire che i documenti esterni (come i documenti forniti dal cliente o i manuali dei fornitori) siano identificati e controllati
- prevenire l'uso "non intenzionale" di documenti obsoleti

## DM integrato
La gestione documentale integrata comprende le tecnologie, gli strumenti e i metodi utilizzati per acquisire, gestire, archiviare, conservare, consegnare e smaltire i "documenti" all'interno di un'azienda. In questo contesto, i "documenti" sono una miriade di risorse informative tra cui immagini, documenti di ufficio, grafici e disegni, nonché i nuovi oggetti elettronici come pagine Web, e-mail, messaggi istantanei e video.

## Software di gestione dei documenti
I documenti cartacei sono stati a lungo utilizzati per la memorizzazione delle informazioni. Tuttavia, la carta può essere costosa e, se usata in modo eccessivo, può causare uno spreco e danneggiare il pianeta. Il software di gestione dei documenti non è semplicemente uno strumento, ma consente a un utente di gestire l'accesso, tenere traccia e modificare le informazioni memorizzate. Il software di gestione dei documenti è un armadio elettronico che può essere utilizzato per organizzare tutti i file cartacei e digitali. Il software aiuta le aziende a combinare file cartacei con file digitali e archiviarli in un unico hub dopo la scansione e l'importazione dei formati digitali.

## Software DMS
- Alfresco
- LogicalDOC